# Patrick McDonough
Ralph Patrick "Pat" McDonough  (Long Beach, 22 de juliol de 1961) va ser un ciclista nord-americà que destacà en proves de pista. El seu èxit més importants és la medalla de plata als Jocs Olímpics de 1984 a Los Angeles.

## Palmarès
- 1981
  -  Campió dels Estats Units en Persecució per equips
- 1982
  -  Campió dels Estats Units en Persecució per equips
- 1984
  -  Medalla de plata als Jocs Olímpics de Los Angeles en Persecució per equips (amb Leonard Nitz, David Grylls i Steve Hegg)